# Port lotniczy Fahud
Port lotniczy Fahud – port lotniczy położony w miejscowości Fahud w Omanie.